# Ed Don George
Edward Nye "Ed Don" George Jr. (Java, 3 giugno 1905 – Fort Lauderdale, 18 settembre 1985) è stato un wrestler e lottatore statunitense.
Ex lottatore olimpico, partecipò ai Giochi olimpici di Amsterdam 1928 e divenne un professionista poco tempo dopo. Fu due volte AWA World Heavyweight Champion.

## Titoli e riconoscimenti
- American Wrestling Association (Boston)
  - AWA World Heavyweight Championship (2)
  - World Heavyweight Wrestling Championship (original version)
- California State Athletic Commission
  - California State Athletic Commission World Heavyweight Championship (1)[3]
- George Tragos/Lou Thesz Professional Wrestling Hall of Fame
  - Classe del 2002
- Wrestling Observer Newsletter
  - Wrestling Observer Newsletter Hall of Fame (Classe del 1996)
- Professional Wrestling Hall of Fame and Museum
  - (Classe del 2006) - Pioneer Era